# Schlangkopf
Der Schlangkopf (auch Schlangenkopf) ist ein Berg in Namibia mit 780 m Höhe über Normalnull. Der Kegelberg liegt rund 10 km nordöstlich von Seeheim (Namibia).